# Mata Grande
Mata Grande est une municipalité brésilienne dans l'État de l'Alagoas.